# Abraham Constantin Mouradgea d'Ohsson
Abraham Constantin Mouradgea d’Ohsson (Istanbul, 26 settembre 1779 – Berlino, 25 dicembre 1851) è stato un diplomatico, storico e orientalista armeno (di nascita), a servizio dell'Ambasciata Svedese di Costantinopoli.
Fu uno studioso dei Mongoli e la sua opera principale Histoire des Mongols dalla prima metà del XIX secolo fu ristampata ininterrottamente e tradotta in russo, giapponese, cinese e svedese.
Suo padre Ignatius Mouradgea d’Ohsson (1740–1807) ha scritto una Storia dell'Impero ottomano.

## Biografia
È stato educato in Francia. Ha prestato servizio nel corpo diplomatico svedese presso le ambasciate in Spagna, Paesi Bassi e Germania.
Come suo padre, anche il giovane Abraham Constantin è stato coinvolto nella ricerca storica, ma la sua specializzazione era sugli studi dei popoli mongoli - un campo in cui è tuttora considerato da molti storici svedese come il migliore e una autorità nel settore. La sua opera maggiore, Storia dei Mongoli, sulla base di fonti primarie arabe, persiane e turche, comprende diversi capitoli sullo stato mongolo in Armenia.
Uomo con interessi diversi, Abraham Constantin (1779-1851) completò la sua formazione presso l'Università di Uppsala in Svezia, studiò letteratura svedese, storia, mitologia e cultura. Si è laureato nel 1798. Dal 1805 al 1834, Abraham Constantin, oltre a prestare servizi in una serie di importanti sedi diplomatiche e svolgere il ruolo di capo di gabinetto del principe ereditario di Svezia (Oscar I), ha lavorato a stretto contatto col famoso scienziato svedese, Jons Berzelius ed è diventato membro onorario dell'Unione Scientifica di Uppsala, a riconoscimento per la sua ricerca in chimica.
Note e documenti scritti da Mouradgian sono attualmente conservati nella biblioteca dell'Università di Uppsala e sono spesso utilizzati come materiale di riferimento dai ricercatori svedesi. Uno dei suoi primi documenti, scritti in francese, porta una nota in armeno, certificando le sue origini da una famiglia di cattolici armeni.

## Histoire des Mongols
La sua „Geschichte der Mongolen von Dschingis Khan bis Tamerlan“ "(storia dei Mongoli da Gengis Khan a Timur)" è la prima delle storie complete sui mongoli e il loro tempo, è pubblicata la prima volta nel 1824, a Parigi, più di recente in quattro volumi a L'Aia e ad Amsterdam in quattro volumi. È ancora utile per l'analisi magistrale di d'Ohssons per le fonti in arabo, turco e particolarmente persiano.

## Opere
- Histoire des Mongols: depuis Tchinguiz-Khan jusqu'à Timour-Lang. Paris: Didot, 1824
- Histoire des Mongols depuis Tchinguiz-Khan jusq'a Timour Bey ou Tamerlan. Amsterdam: Muller 1852 (4 Vol.)
- Des peuples du Caucase et des pays au nord de la Mer Noire et de la Mer Caspienne, dans le dixième siècle ou voyage d'Abou-al-Cassim. Paris: Didot 1828

## Varianti del nome
Abraham Constantin Mouradgea d'Ohsson, Abraham Constantine Mouradgea d'Ohsson, Constantin Mouradgea d'Ohsson, Muradgea d'Ohsson, Constantin D'Ohsson, Constantin d'Ohsson, C. D'Ohsson, К. Д'Оссон, Абрахам Константин Д'Оссон